# Parvus fons

Wappen Papst Clemens’ IV.

Die Parvus fons (dt. kleiner Ursprung) ist eine päpstliche Bulle, die am 9. Juni 1265 von Papst Clemens IV. konstituiert wurde, um das Generalkapitel der Zisterzienser zu stärken. Durch die Bulle – unter Zisterzienserhistorikern auch „Klementina“ genannt –  wurden jahrhundertelange Auseinandersetzungen zwischen dem Stammkloster Cîteaux und den vier Primarabteien beigelegt, die bedingt waren durch gewisse Unklarheiten in der Carta Caritatis, dem Verfassungsdokument des Zisterzienserordens.
Sie widerruft das vierte Kapitel der Carta caritatis und stellt einen wichtigen Schritt in der Entwicklungsgeschichte der Ordensverfassung dar.

## Die Suche nach effektiven Leitungsgremien
Während kirchliche und weltliche Behörden den Abt von Cîteaux als den eigentlichen „Generaloberen“ des Ordens betrachteten, waren die Primaräbte, vor allem der mächtige Abt von Clairvaux, auf den Generalkapiteln mit Unterstützung ihrer Filiationen in der Lage, gegen Cîteaux zu stimmen. Die Bulle von Papst Clemens hatte folgende Ziele
- die Parteiungen zu beseitigen
- den allzu großen Einfluss der Primaräbte zu mindern und
- die Autorität des Generalkapitels der Zisterzienser wiederherzustellen.

Bei schweren Vergehen, besonders in Fragen der Absetzung eines Abtes, hatten deshalb fortan nicht mehr Visitatoren die letzte Entscheidung zu treffen, sondern das Generalkapitel allein. Die oberste Autorität und die Durchführung der Beschlüsse des Generalkapitels gewährleistete gemäß Parvus fons eine beratende Körperschaft von 25 Äbten – Definitorium genannt – das aus dem Abt von Cîteaux und den vier Primaräbten bestand, dazu kamen vier weitere Äbte aus jeder Primarfiliation.

## Geschichtliche Entwicklung
Das Definitorium ging letztlich auf zisterziensischen Ursprung zurück. Schon die späteren Versionen der Carta caritatis sprechen von einer Art Abtrat in Cîteaux; dieser sollte im Generalkapitel Meinungsverschiedenheiten schlichten. Das Wort „Definitoren“ für diese Berater erscheint erstmals im Kapitel von 1197. Seit 1223 war das Definitorium bereits eine ordentlich gewählte, administrative Körperschaft der Kapitel, und das wurde von der Bulle bestätigt (nicht neu eingeführt). Die Kompetenzen des Gremiums wurden mit der Bulle von 1265 sogar eingeschränkt, indem ihre Vorschläge von der Zustimmung der Plenarversammlung abhingen.
Die Spannungen und Auseinandersetzungen zwischen dem Abt von Cîteaux und den vier Primaräbten um die Mitte des 13. Jahrhunderts gingen auf die Kosten der Autorität des Generalkapitels. Kontroversen bezogen sich u. a. auf die Einforderung einer Geldzuwendung für Cîteaux. 1264 drohte dem Orden eine Spaltung, da es zu parallelen Versammlungen in Cîteaux und Clairvaux gekommen war: beide verstanden sich als das rechtmäßige Generalkapitel. Der neugewählte Papst Clemens IV. (1265–1268) hat durch die Klementina eine Trennung verhindert.

### Schwund an Teilnehmern am Generalkapitel
Da mit der Zeit immer weniger Kapitelväter am Generalkapitel teilnahmen, erhielten die 25 Definitoren eine zahlenmäßige Mehrheit; ihre Ansicht wurde bald als die Ansicht des Kapitels verstanden. Eine solche Fehlentwicklung hätte man bei der Abfassung der Bulle nicht voraussehen können. Jedenfalls blieb bis zum Ende des 16. Jahrhunderts das Definitorium eine durchaus nützliche Einrichtung.

### Einfluss aus dem Predigerorden
Der dominikanische Einfluss auf die Bulle erklärt sich leicht aus der engen Verbindung beider Orden in der ersten Hälfte des 13. Jahrhunderts. Zwei Predigerbrüder waren Mitglieder des päpstlichen Komitees zur Ausarbeitung der neuen Konstitution. Überdies war das zisterziensische Definitorium eine Parallelerscheinung zu einem Gremium in den dominikanischen Konstitution von 1220. Dort spielten Definitoren eine entscheidende Rolle als Vertreter der einzelnen Provinzen während des Generalkapitels.